# Yövesi
Yövesi (finska för 'Nattvattnet') är en sjö (alternativt fjärd) som tillhör Saimens sjösystem i sydöstra Finland. Den är belägen vid S:t Michel, i Södra Savolax. Den djupaste delen i hela sjösystemet Saimen finns i Yövesi, vid Käenniemenselkä, och når 84,3 meters djup.

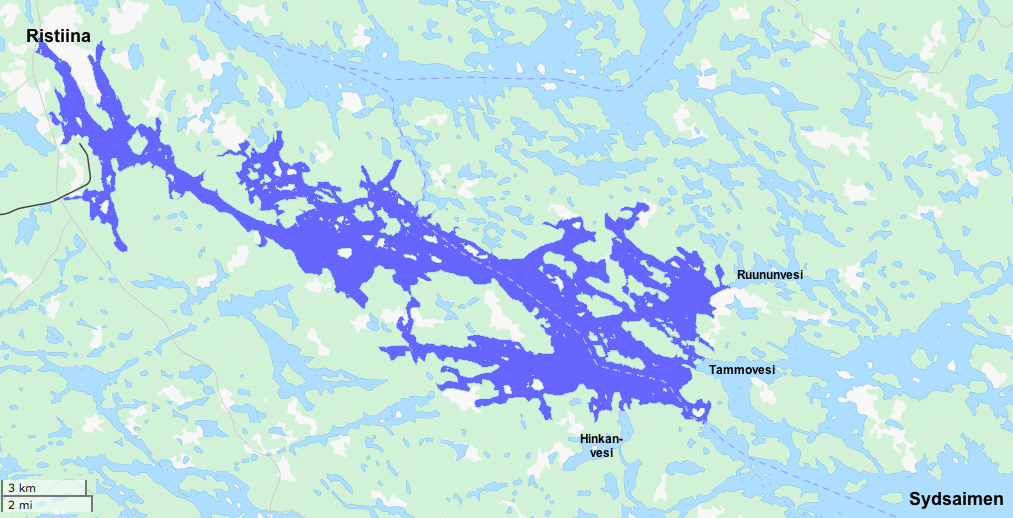
Yövesis utsträckning i mörkblått.

## Beskrivning
Sjön tillhör den västligaste delen av Saimens sjösystem. Den sträcker sig i västnordvästlig till östsydöstlig ledd, där staden Ristiina är belägen i sjöns nordvästligaste hörn. I sydöst gränsar sjön till Saimens huvudbäcken, Södra Saimen (Sydsaimen), medan fjärdarna Ruununvesi och Tammovesi ansluter i öster och Hinkanvesi i söder.
Vid norra stranden av sjön finns den femton meter långa hällmålningen Astuvansalmi. Denna upptäcktes av arkeologer 1968 och är en av få hällmålningar i Finland.
Den i Finland hotade fjällrödingen finns i Yövesi.

## Öar
Den största ön i Yövesi heter Himalansaari och är 1,01 km2. Bland sjöns övriga öar kan nämnas Toivosaari och Ristisaari.